# Новоайдарська селищна рада
| Новоайдарська селищна рада — орган місцевого самоврядування у Новоайдарському районі Луганської області з адміністративним центром у смт Новоайдар. Історична дата утворення: в 1919 році. Водоймища на території, підпорядкованій даній раді: річка Айдар. Селищній раді підпорядковані населені пункти: - смт Новоайдар - с. Айдар-Миколаївка - с. Маловенделівка |

## Склад ради
Рада складається з 30 депутатів та голови.

### Керівний склад ради
| ПІБ                               | Основні відомості                                                                               | Дата обрання | Дата звільнення |
| --------------------------------- | ----------------------------------------------------------------------------------------------- | ------------ | --------------- |
| Раков В'ячеслав Володимирович     | Селищний голова, 1957 року народження, освіта, безпартійний                                     | 26.03.2006   | 01.02.2008      |
| Кравченко Володимир Олександрович | Селищний голова, 1959 року народження, освіта вища, безпартійний                                | 31.10.2010   |                 |
| Шопін Ігор Вікторович             | Селищний голова, 1978 року народження, освіта вища, партія "Блок Петра Порошенка "Солідарність" | 25.10.2015   |                 |

Примітка: таблиця складена за даними джерела